# Кобилка
Кобилка (пољ. Kobyłka) град је у Мазовском војводству. Удаљен је око 3 km од Воломина. Спада у приградска насеља Варшаве У Кобилки живи око 17 000 људи.
Туристичка атракција је дивна барокна црква свете тројце, као и гробље старо преко 200 година. У Кобилки живи познти глумац Јежи Турек. 

## Демографија
| 2012.  |
| ------ |
| 20.458 |